# Europese kampioenschappen inlineskaten 2011
De Europese kampioenschappen inline-skaten 2011 werden van 30 juli tot 6 augustus gehouden in Nederland. Dit was verdeeld over wedstrijden op de piste van 30 juli tot 1 augustus in Heerde en de weg van 3 tot 6 augustus in Zwolle.
Het was de drieëntwintigste editie van het Europees kampioenschap sinds de invoering van de huidige inline-skates. Het toernooi vond in 2004 ook al plaats op de piste van Heerde.
De Belg Bart Swings was de meest succesvolle inline-skater van het toernooi. Hij werd zes maal Europees kampioen, waarvan één keer met zijn land en verder bemachtigde hij vijf individuele gouden medailles.

## Programma
Hieronder is het programma weergegeven voor dit toernooi.
| Piste      | Piste                             | Piste                             |
| Datum      | Mannen                            | Vrouwen                           |
| ---------- | --------------------------------- | --------------------------------- |
| 30 juli    | 300m Time trial 15000m Afvalkoers | 300m Time trial 10000m Afvalkoers |
| 31 juli    | 500m Sprint 10000m Punt. + afval  | 500m Sprint 10000m Punt. + afval  |
| 1 augustus | 1000m Sprint 3000m Aflossing      | 1000m Sprint 3000m Aflossing      |

| Weg         | Weg                                | Weg                                |
| Datum       | Mannen                             | Vrouwen                            |
| ----------- | ---------------------------------- | ---------------------------------- |
| 3 augustus* | 200m Time trial 10000m Puntenkoers | 200m Time trial 10000m Puntenkoers |
| 4 augustus  | 20000m Afvalkoers                  | 15000m Afvalkoers                  |
| 5 augustus  | 500m Sprint 5000m Aflossing        | 500m Sprint 5000m Aflossing        |
| 6 augustus  | Marathon                           | Marathon                           |

## Belgische deelnemers
| Mannen                                                   | Mannen                                                               | Vrouwen     | Vrouwen                                        |
| -------------------------------------------------------- | -------------------------------------------------------------------- | ----------- | ---------------------------------------------- |
| Piste + Weg                                              | Marathon                                                             | Piste + Weg | Marathon                                       |
| Wannes Van Praet Ferre Spruyt Bart Swings Maarten Swings | Frank Fiers Wannes Van Praet Ferre Spruyt Bart Swings Maarten Swings | Nele Armée  | Nele Armée Jessica Gaudesaboos Hilde Goovaerts |

## Nederlandse deelnemers
| Mannen                                                                             | Mannen | Vrouwen                                                        | Vrouwen |
| ---------------------------------------------------------------------------------- | --- | -------------------------------------------------------------- | --- |
| Piste + Weg                                                                        | Marathon | Piste + Weg                                                    | Marathon |
| Crispijn Ariëns Ingmar Berga Mark Horsten Michel Mulder Ronald Mulder Koen Verweij | Crispijn Ariëns Ingmar Berga Roy Boeve Durk Fabriek Gary Hekman Mark Horsten Sjoerd Huisman Jan van Loon Erwin Mesu Thijs Smets Arjan Smit Gerwin Smit Koen Verweij Klaas de Weerd Ian van Zutphen | Mariska Huisman Manon Kamminga Bianca Roosenboom Elma de Vries | Anniek ter Haar Marieke van Hoek Mariska Huisman Manon Kamminga Margo van de Merwe Yvonne Spigt Elma de Vries Ria Westenbroek Carla Zielman |

## Medailleverdeling

### Mannen
| Piste                | Piste                                                 | Piste                                                | Piste                                                 |
| Afstand              | Goud ·                                                | Zilver ·                                             | Brons ·                                               |
| -------------------- | ----------------------------------------------------- | ---------------------------------------------------- | ----------------------------------------------------- |
| 300m Time trial      | Ronald Mulder                                         | Nicolas Pelloquin                                    | Ioseba Fernandez                                      |
| 500m Sprint          | Ronald Mulder                                         | Nicolas Pelloquin                                    | Ioseba Fernandez                                      |
| 1000m Sprint         | Bart Swings                                           | Elton de Souza                                       | Crispijn Ariëns                                       |
| 10.000m Punt. +afval | Bart Swings                                           | Yann Guyader                                         | Ingmar Berga                                          |
| 15.000m Afvalkoers   | Bart Swings                                           | Fabio Francolini                                     | Yann Guyader                                          |
| 3000m Aflossing      | Frankrijk Yann Guyader Brian Lepine Nicolas Pelloquin | Nederland Crispijn Ariëns Michel Mulder Koen Verweij | Spanje Ioseba Fernandez Francisco Peula Inigo Vidondo |

| Weg                 | Weg                                            | Weg                                                | Weg                                                       |
| Afstand             | Goud ·                                         | Zilver ·                                           | Brons ·                                                   |
| ------------------- | ---------------------------------------------- | -------------------------------------------------- | --------------------------------------------------------- |
| 200m Time trial     | Ioseba Fernandez                               | Matthias Schwierz                                  | Michel Mulder                                             |
| 500m Sprint         | Ioseba Fernandez                               | Michel Mulder                                      | Nicolas Pelloquin                                         |
| 10.000m Puntenkoers | Bart Swings                                    | Crispijn Ariens                                    | Ewen Fernandez                                            |
| 20.000m Afvalkoers  | Bart Swings                                    | Yann Guyader                                       | Brian Lepine                                              |
| 42.195m Marathon    | Yann Guyader                                   | Fabio Francolini                                   | Gary Hekman                                               |
| 5000m Aflossing     | België Ferre Spruyt Bart Swings Maarten Swings | Frankrijk Ewen Fernandez Yann Guyader Brian Lepine | Italië Andrea Angeletti Lorenzo Cassioli Fabio Francolini |

### Vrouwen
| Piste                 | Piste                                          | Piste                                                      | Piste                                                       |
| Afstand               | Goud ·                                         | Zilver ·                                                   | Brons ·                                                     |
| --------------------- | ---------------------------------------------- | ---------------------------------------------------------- | ----------------------------------------------------------- |
| 300m Time trial       | Erika Zanetti                                  | Jana Gegner                                                | Nicoletta Falcone                                           |
| 500m Sprint           | Jana Gegner                                    | Bianca Roosenboom                                          | Erika Zanetti                                               |
| 1000m Sprint          | Manon Kamminga                                 | Jana Gegner                                                | Erika Zanetti                                               |
| 10.000m Punt. + afval | Arianna Arcidiacono                            | Francesca Lollobrigida                                     | Mareike Thum                                                |
| 10.000m Afvalkoers    | Nathalie Barbotin                              | Sabine Berg                                                | Francesca Lollobrigida                                      |
| 3000m Aflossing       | Duitsland Sabine Berg Jana Gegner Mareike Thum | Nederland Mariska Huisman Manon Kamminga Bianca Roosenboom | Frankrijk Clemence Halbout Justine Halbout Laetitia Lehiban |

| Weg                 | Weg                                                      | Weg                                            | Weg                                                             |
| Afstand             | Goud ·                                                   | Zilver ·                                       | Brons ·                                                         |
| ------------------- | -------------------------------------------------------- | ---------------------------------------------- | --------------------------------------------------------------- |
| 200m Time trial     | Erika Zanetti                                            | Nicoletta Falcone                              | Desire Contenti                                                 |
| 500m Sprint         | Sabine Berg                                              | Erika Zanetti                                  | Jana Gegner                                                     |
| 10.000m Puntenkoers | Nathalie Barbotin                                        | Elma de Vries                                  | Mariska Huisman                                                 |
| 15.000m Afvalkoers  | Sabine Berg                                              | Francesca Lollobrigida                         | Jana Gegner                                                     |
| 42.195m Marathon    | Nele Armée                                               | Sabine Berg                                    | Jana Gegner                                                     |
| 5000m Aflossing     | Nederland Manon Kamminga Bianca Roosenboom Elma de Vries | Duitsland Sabine Berg Jana Gegner Mareike Thum | Italië Arianna Arcidiacono Francesca Lollobrigida Erika Zanetti |

### Medaillespiegel
| Plaats | Land      | Goud | Zilver | Brons | Totaal |
| 1      | België    | 7    | 0      | 0     | 7      |
| 2      | Frankrijk | 4    | 6      | 5     | 15     |
| 2      | Nederland | 4    | 6      | 5     | 15     |
| 4      | Duitsland | 4    | 6      | 4     | 14     |
| 5      | Italië    | 3    | 6      | 7     | 16     |
| 6      | Spanje    | 2    | 0      | 3     | 5      |
| Totaal | Totaal    | 24   | 24     | 24    | 72     |

Pico 1989 · 
Inzell 1990 · 
Pineto 1991 · 
Acireale 1992 · 
Valence d'Agen 1993 · 
Pamplona 1994 · 
Praia da Vitória 1995 · 
Saint-Brieuc 1996 · 
Roseto 1997 · 
Coulaines 1998 · 
Zandvoorde 1999 · 
Latina 2000 · 
Paços de Ferreira 2001 · 
Valence d'Agen 2002 · 
Padua 2003 · 
Heerde/Groningen 2004 · 
Juterborg 2005 · 
Cassano d'Adda 2006 · 
Oporto 2007 · 
Gera 2008 · 
Oostende 2009 · 
San Benedetto del Tronto 2010 ·
Heerde/Zwolle 2011 · 
Szeged 2012 · 
Almere 2013 · 
Geisingen 2014 · 
Wörgl/Innsbruck 2015 ·
Heerde/Steenwijk 2016 · 
Lagos 2017 · 
Oostende 2018 · 
Pamplona 2019 · 
Canelas 2021 · 
L'Aquila 2022 · 
Valence d'Agen 2023 · 
Oostende 2024